# Adopción de Linux
Adopción de Linux hace referencia a la nueva utilización del sistema operativo GNU/Linux en hogares, organizaciones, empresas y administraciones públicas, mientras que migración a Linux se refiere al cambio de trabajar en otro sistema operativo a hacerlo en Linux.

## Motivación de la opción por Linux
El crecimiento en el uso de sistemas Linux, tanto por usuarios de PCs tradicionales como por usuarios de servidores, se debe a diversos factores, entre los cuales se pueden contar la búsqueda de la reducción de costos del sistema, la mejora de la seguridad y el apoyo a los principios del código abierto.
A lo largo de los últimos años varios gobiernos de diferentes naciones han aprobado políticas para migrar de los sistemas propietarios de que disponían a sistemas basados en Linux.
En agosto de 2010 Jeffrey Hammond, el analista jefe de Forrester Research afirmó: «Linux ha superado el abismo hacia la adopción generalizada». Su declaración se basaba en el gran número de empresas que habían migrado a Linux durante la recesión de finales de la década del 2000. En una encuesta que finalizó 
en el tercer trimestre de 2009, el 48% de las empresas encuestadas declaraba estar utilizando algún tipo de sistema operativo de código abierto.

## Historia
Los ordenadores personales basados en Linux suponen un 4% de las ventas unitarias. Sin embargo es frecuente que los usuarios instalen Linux de manera complementaria a (como alternativa dual de arranque) o para reemplazar una plataforma Microsoft preexistente.

### Desarrollo temporal

#### 1983 (septiembre)
Se anuncia públicamente el proyecto GNU.

#### 1991 (10 de septiembre)
Se libera en Internet la primera versión del núcleo Linux.

#### 1999
EmperorLinux comienza a comercializar portátiles especialmente configurados con distribuciones modificadas de Linux para asegurar la usabilidad.

#### 2001 (segundo trimestre)
Las ventas de servidores Linux registran un crecimiento anual de un 15%.

#### 2004
Se distribuye Linux en aproximadamente el 50% de los servidores blade, a nivel mundial y en el 20% de los servidores optimizados en racks.

#### 2007
- Dell anuncia la comercialización de determinados modelos con una pre-instalación Ubuntu.[6]
- Lenovo anuncia la comercialización de determinados modelos con una pre-instalación de SUSE Linux Enterprise Desktop[7]
- HP anuncia la comercialización de ordenadores pre-instalados con Red Hat Linux en Australia[8]
- ASUS lanza su modelo ASUS Eee PC basado en Linux.[9]

#### 2008
- Dell anuncia que empezará a comercializar ordenadores basados en Ubuntu en Canadá y América Latina[10]
- Dell empieza a comercializar sistemas con pre-instalación de Ubuntu en China.[11][12]
- Acer lanza el Acer Aspire One basado en Linux.[13]
- En junio de 2008 la Corporación Electrónica de Tamil Nadu (ELCOT) comprador al por mayor de ordenadores para estudiantes en el estado indio de Tamil Nadu decide suministrar únicamente sistemas Linux tras el intento de Microsoft de utilizar su situación de monopolio para vender a la organización sus sistemas Windows como un todo con el paquete Microsoft Office. ELCOT declina la oferta alegando que "cualquier paquete de productos de ese tipo podría resultar en serio perjuicio para el consumidor."[14]
- En agosto de 2008 IBM corrobora la desilusión del mercado con Microsoft Vista al anunciar un nuevo acuerdo de colaboración con Red Hat, Novell y Canonical para ofrecer ordenadores personales «libres de Microsoft» con aplicaciones de IBM, tales como Lotus Notes y Lotus Symphony.[15]
- Microsoft niega haber pagado a un contratista nigeriano la cantidad de 400.000 dólares para sustituir el sistema Linux de los ordenadores escolares con su propio software[16]

#### 2009
- En enero de 2009 el New York Times citaba: «Se estima que más de 10 millones de personas están utilizando Ubuntu en la actualidad».[17]

- A mediados de 2009 Asus deja de suministrar Linux, como parte de su campaña «Es mejor con Windows» (It's better with Windows), lo que le valió fuertes críticas. La compañía alega que la competencia de otros fabricantes de notebooks les llevó a ofrecer únicamente Windows XP. El columnista Steven J. Vaughan-Nichols escribe en mayo de 2010 en ComputerWorld «Estoy convencido de que la verdadera razón para ello ha sido la presión de Microsoft sobre Asus para que abandonase Linux. En la web de ASUS se puede ver ahora el orgulloso eslogan “ASUS recomienda Windows 7”. Haciendo caso omiso de esto, Windows 7 es un buen sistema operativo, pero el funcionamiento de Windows 7 es pésimo en los netbooks».[18][19][20][21][22]

- En mayo de 2009, el desarrollador de Fedora Jef Spaleta estima, sobre la base de direcciones IP de descargas de actualización y de estadísticas sobre el uso voluntario del seervicio de registro de hardware Smolt, que existen 16 millones de sistemas Fedora en uso.[23] No se ha estimado hasta qué punto la base instalada de Fedora coincide con la de otras distribuciones de Linux (entusiastas que instalan varias distribuciones en el mismo sistema).

- En junio de 2009 ZDNet informa «En el mundo hay 13 millones de usuarios Ubuntu activos y su utilización está creciendo por encima de la de cualquier otra distribución».[24]

#### 2010
- En abril de 2010 Chris Kenyon, vicepresidente de OEM de Canonical Ltd. estima en 12 millones los usuarios de Ubuntu.[25]

- En junio de 2010, un juez de la Corte Superior de Justicia de Quebec, Denis Jacques, decreta que el gobierno provincial había actuado fuera de la ley al gastar 720.000 Cdn $, desde el otoño de 2006 al migrar 800 estaciones de trabajo de la administración a Microsoft Windows Vista y Office 2007 sin realizar previamente una «prospección seria y documentada» de alternativas. La prospección de alternativas constituía un requisito legal para gastos superiores a 25.000 dólares canadienses. La causa había sido abierta a requerimiento de i2>Savoir Faire Linux, una pequeña empresa basada en Montreal que aspiraba a ofrecer Linux como sustitución de los antiguos sistemas Windows XP de la administración. El juez desestimó la alegación por parte de la administración de que se había elegido el software de Microsoft porque los empleados ya estaban familiarizados con Windows, y que cualquier cambio a un sistema operativo diferente tendría un coste superior.[26]

#### 2021
- En enero de 2021 el gobierno de la provincia de Misiones (Argentina) anunció que desarrolló "GobMisGNU/Linux", una distribución basada en el sistema operativo Devuan (Debian), especialmente diseñada para oficinas gubernamentales.[27]

#### 2024
- En febrero de 2024, la cuota de mercado de Linux en ordenadores de escritorio alcanzó por primera vez el 4%. En julio de ese mismo año, alcanzó el récord histórico de 4,44%, habiendo crecido desde un 2,76% 2 años antes.[28] En julio de 2024, la cuota de mercado de Linux para ordenadores de escritorio en India era del 16,21%.[29]

#### 2025
- En junio de 2025, Linux alcanzó por primera vez una cuota de mercado del 5% en ordenadores de escritorio en Estados Unidos.[30]

## Tipología de los usuarios de Linux
Aunque la condición de Linux como sistema operativo establecido es relativamente reciente, se utiliza en muchos entornos diferentes, como las administraciones, la educación, los hogares, las empresas y las instituciones científicas.

### Administración pública
Algunas administraciones locales, bajo la presión de instituciones como la Organización Mundial del Comercio y la Alianza Internacional de la Propiedad Intelectual, han adoptado software de código abierto como solución económicamente viable y alternativa legal tanto al material pirateado como a los caros productos informáticos de Microsoft, Apple y similares (ver debajo).
El despliegue de Linux permite cierto apalancamiento a estos países cuando las compañías provenientes del mundo desarrollado pujan por los contratos públicos (ya que existe una alternativa de bajo coste), mientras proporciona a su vez un camino alternativo para el desarrollo de países como India y Pakistán, con numerosos ciudadanos muy preparados técnicamente en aplicaciones informáticas pero con escaso poder adquisitivo a precios de "Primer Mundo".
- El programa basado en Linux PC Conectado de Brasil.
- La ciudad de Múnich decidió migrar sus 14.000 ordenadores de sobremesa a la distribución LiMux, basada en Debian.[31] Tras una vuelta atrás en 2017, en 2020 retomó su plan dentro del contexto de la campaña Public Money, Public Code.[32] El Ayuntamiento de Hamburgo anuncia que le sigue en 2020.[33]
- El Departamento de Defensa de los Estados Unidos utiliza Linux - «El Ejército de los Estados Unidos es la mayor instalación de Linux Red Hat»[34] y la flota submarina de la Armada de los Estados Unidos corre sobre Linux[35]
- La ciudad de Viena había decidido comenzar la migración de sus PCs de sobremesa a Wienux, distribución basada en Debian.[36] Sin embargo la idea se abandonó debido a que el software requerido era incompatible con Linux.
- España se ha destacado como el país más avanzado en la adopción de Linux;[37] un ejemplo de ello es la distribución de Linux denominada LinEx.
- El Banco Industrial y Comercial de China (estatal) está instalando Linux en la totalidad de sus 20.000 oficinas minoristas como base para su servidor web y su nueva plataforma. (2005)[38]
- En abril de 2006, la Administración Federal de Aviación de Estados Unidos anunció la finalización de su migración a Red Hat Enterprise Linux en un tercio del tiempo originalmente planificado y con un ahorro de 15 millones de dólares.[39]
- El gobierno de Pakistán estableció en 2002 una Unidad de Movilización de Recursos Tecnológicos para permitir el intercambio de opiniones y la coordinación de actividades entre grupos de profesionales en sus sectores respectivos y para educar a los usuarios sobre las alternativas del software libre. Linux constituye una opción interesante para los países pobres con escasos recursos para la inversión pública; Pakistán está utillizando software de código abierto en escuelas públicas y universidades, y espera eventualmente poder ofrecer todos sus servicios públicos sobre la base de Linux.
- El Parlamento francés ha migrado sus PCs a Ubuntu.[40][41]
- La Oficina Federal de Empleo de Alemania (Bundesagentur für Arbeit)ha migrado 13.000 estaciones de trabajo públicas de Windows NT a openSUSE.[42]
- La Oficina de Correos checa ha migrado 4.000 servidores y 12.000 clientes al Linux de Novell en 2005[43][44]
- El Ministerio de Exteriores alemán está en proceso de migración de la totalidad de sus 11.000 equipos de sobremesa a Linux y otras aplicaciones de código abierto.[45]
- El gobierno cubanoanunció el lanzamiento de su propia versión de Linux llamada "Nova" para sustituir a Microsoft Windows en los ordenadores gubernamentales.[46]
- La Gendarmería Nacional francesa decidió comenzar la migración de sus 90.000 equipos de sobremesa de Windows XP a Ubuntu en 2007, sobre la base del análisis del coste que le suponía la formación para pasar a Windows Vista. Está previsto que la migración finalice en 2015. Este organismo ha ahorrado alrededor de 50 millones de euros en licencias de software entre 2004 y 2008.[47][48]
- El Ministerio de Agricultura francés utiliza la distribución Linux Mandriva.[48]
- El Ministerio de Educación y Ciencia de Macedonia ha desplegado más de 180.000 equipos de sobremesa basados en Ubuntu en las aulas y ha animado a cada estudiante de la República a utilizar estaciones de trabajo basadas en Ubuntu.[49]
- Con el objetivo de lograr la independencia tecnológica, la República Popular China utiliza exclusivamente Linux como sistema operativo para su familia de procesadores Godson.[50]
- La Administración Nacional de Seguridad Nuclear de Estados Unidos opera el segundo superordenador más rápido del mundo, el IBM Roadrunner, que utiliza Red Hat Enterprise Linux junto con Fedora como sistemas operativos.[51]
- La Junta de Andalucía, en España, ha desarrollado en 2004 su propia distribución de Linux denominada Guadalinex.[52]
- La Agencia de Seguridad de Sudáfrica(SASSA)desplegó equipos de sobremesa Linux multi-estación como solución a las restricciones presupuestarias de 50 sitios rurales.[53]
- En 2003 el gobierno turco decidió crear su propia distribución de Linux, Pardus, desarrollada por UEKAE(Instituto Nacional de Investigación sobre Electrónica y Criptología). La primera versión, Pardus 1.0, se anunció oficialmente el 27 de diciembre de 2005.[54]
- En 2010 Filipinas sacó a la luz un sistema nacional para el recuento de votos electorales basado en Ubuntu.[55]
- Vladímir Putin, presidente de la Federación de Rusia, ordenó la adopción de Linux para los equipos gubernamentales y todo el sistema educativo público, en un proceso de migración que tomará 4 años a partir del 2011, con fecha límite de 2015. El proyecto contempla 25 puntos y además contará con una tienda de actualizaciones. El mismo decreto indica que el gobierno no financiará la adquisición de herramientas propietarias para el ambiente escolar. El documento fue firmado por Putin en 2008, antes de la transferencia de poder a Medvedev, pero la oficina de prensa lo publicó en diciembre de 2010.[56][57]

### Enseñanza
Linux se utiliza a menudo en disciplinas técnicas en las universidades y en los centros de investigación. Esto se debe a numerosos factores, entre los que se encuentra el hecho de que Linux está disponible de manera gratuita e incluye un importante cuerpo de software libre y de código abierto. La competencia académica en la ciencia computacional y en la ingeniería del software contribuye a ello en cierta medida, así como la estabilidad, la mantenibilidad y la capacidad de introducir mejoras. IBM lanzó una campaña publicitaria cuyo lema era «Linux es Educación» y que mostraba a un joven que supuestamente representaba a «Linux».
A continuación se citan algunos ejemplos de adopción de Linux a gran escala:
- El OLPC XO-1, anteriormente denominado «el portátil de 100 dólares del MIT» o «La máquina de los Niños», es un portátil barato que corre sobre Linux y que va a ser distribuido entre millones de niños, fundamentalmente de los países en vías de desarrollo, como parte del proyecto «Un ordenador para cada niño».
- La República de Macedonia desplegó 5.000 ordenadores con la distribución Ubuntu de Linux entre la totalidad de las 468 escuelas públicas y los 182 laboratorios informáticos (diciembre de 2005). Más tarde, en 2007, se distribuyeron otros 180.000 ordenadores con clientes ligeros.[59][60]
- Las escuelas de Bolzano, Italia, con una población de 16.000 alumnos, migraron a una distribución a medida de Linux, (FUSS Soledad GNU/Linux) en septiembre de 2005.[61]
- Brasil tiene alrededor de 20.000 ordenadores con Linux en las escuelas públicas elementales y secundarias.[cita requerida]
- Los oficiales del gobierno de Kerala, India, han anunciado que van a utilizar únicamente software libre sobre plataformas Linux en el campo de la educación informática, empezando por las 2.650 escuelas de enseñanza secundaria, públicas y concertadas.[62]
- En 2006, 22.000 estudiantes del estado norteamericano de Indiana tuvieron acceso a estaciones de trabajo Linux en sus escuelas de enseñanza secundaria.[63]
- Alemania anunció que 560.000 estudiantes de 33 universidades migrarían a Linux.[64]
- Filipinas ha realizado el despliegue de 13.000 ordenadores con Fedora. Los primeros 10 000 fueron entregados en diciembre de 2007 por ASI y se planificó el despliegue de otros 10 000 ordenadores con Edubuntu y Kubuntu.[65]
- Rusia anunció en octubre de 2007 que todos los ordenadores de sus escuelas trabajarían con Linux.[66] El objetivo era evitar los costes de las licencias del software que venía siendo utilizado sin licencia.
- En 2004 Georgia comenzó a utilizar Linux en todos los ordenadores y clientes ligeros LTSP de sus escuelas, en su mayoría con distribuciones Kubuntu, Ubuntu y Fedora,[67]
- En los colegios de distrito de Ginebra, Suiza, se iban a migrar a Linux y OpenOffice.org 9.000 ordenadores para septiembre de 2008-[68]
- El estado hindú Tamil Nadu pensaba distribuir 100.000 portátiles Linux entre sus estudiantes.[14]
- El gobierno chino planeaba adquirir 1.5 millones de PCs con Linux Loongson como parte de su plan de soporte a la industria doméstica. Además la provincia de Jiangsu iba a desplegar a partir de 2009 en sus escuelas rurales hasta 150.000 PCs con procesadores Linux Godson.[69]
- La iniciativa del gobierno indio de los PCs tipo tableta para estudiantes emplea el sistema operativo Linux como parte de su estrategia de comercialización tabletas PC a un precio inferior a 1.500 rupias (35 dólares).[70]
- En Argentina el programa Conectar Igualdad comenzó integrando la distribución rxart junto con Windows XP en inicio dual, luego se reemplazó rxart por Ubuntu.
- La Universidad Gestalt de Diseño de Xalapa, Veracruz, México usa Linux en todos sus servidores (6 servidores Dell PowerEdge) desde 2006. En 2014 se migraron 12 escritorios de administración escolar a Linux Mint 13 y SoftMaker Office 2012.

### Hogares
- La PlayStation 3 de Sony incorporaba un disco duro(20GB, 60GB o 80GB) y estaba especialmente diseñada para permitir la instalación de Linux de manera sencilla.[71] Sin embargo se impedía a Linux el acceso a determinadas funciones de la PlayStation, como por ejemplo los gráficos 3D.[cita requerida] Sony Lanzó asimismo un kit de Linux para su consola PlayStation 2 (ver Linux para PlayStation 2). La Playstation con Linux se ha utilizado ocasionalmente en experimentos de procesamiento distribuido a pequeña escala debido a la sencillez de su instalación y al precio relativamente bajo de una PS3 en comparación con otras alternativas hardware de similares características en términos de rendimiento. A partir del 1 de abril de 2010, Sony eliminó la capacidad de instalar Linux "por razones de seguridad" empezando por la versión 3.21 del firmware.[72]
- En 2008 se distribuyeron numerosos modelos de netbook con instalaciones de Linux, normalmente distribuciones ligeras, como Xandros o Linpus, con objeto de reducir sus necesidades de recursos, teniendo en cuenta lo limitado de los mismos.[73]
- A lo largo de 2007 y 2008 se tornaron rápidamente populares las distribuciones de Linux, como Ubuntu, enfocadas a la facilidad de uso para los ordenadores domésticos que distribuían algunos fabricantes, OEMs como Dell, que ofrecía modelos con distribuciones Ubuntu y similares.[74]

### Empresas
Linux se utiliza también en algunos entornos corporativos como plataforma para los empleados, y se encuentran disponibles soluciones comerciales como Red Hat Enterprise Linux, SUSE Linux Enterprise Desktop o Linspire.
- Burlington Coat Factory viene utilizando exclusivamente Linux desde 1999.[75]
- Ernie Ball, conocido por sus famosas cuerdas de guitarra "Super Slinky", ha venido utilizando Linux como sistema operativo en su ordenador desde el año 2000.[76]
- Novell estaba en proceso de migración de Windows a Linux. El 50% de sus 5.500 empleados habían migrado con éxito en abril de 2006, y se esperaba que la cifra subiera hasta un 80% para el mes de noviembre.[77]
- Wotif, el sitio web australiano de reservas hoteleras, migró sus servidores de Windows a Linux para dar soporte al ritmo de crecimiento de su negocio.[78]
- La Union Bank of California anunció en enero de 2007 su intención de estandarizar su infraestructura de TI sobre Red Hat Enterprise Linux con objeto de reducir costes.[79]
- Peugeot, el fabricante europeo de vehículos, anunció en 2007 sus planes para el despliegue de 20.000 copias del Linux de Novell, SUSE Linux Enterprise Desktop, en sus ordenadores y de 2.500 copias de SUSE Linux Enterprise Server.[80]
- Mindbridge, empresa de software, anunció en septiembre de 2007 que había migrado un número importante de servidores Windows a un número inferior de servidores Linux y algunos servidores BSD. Asegura haber ahorrado "montañas de dinero".[81]
- Virgin America, la compañía de bajo coste estadounidense, utiliza Linux como base para su sistema de entretenimiento a bordo, RED.[82]
- Amazon.com, el minorista de venta en línea basado en Estados Unidos, utiliza Linux "en casi todos los rincones del negocio".[83]
- Google utiliza una versión de Ubuntu que llama internamente Goobuntu.[84][85][86][87]
- IBM realiza un importante esfuerzo de desarrollo para y lo utiliza internamente en sus ordenadores y servidores.[88] La compañía lanzó también una campaña comercial en televisión: IBM con Linux al 100%.[89]
- Wikipedia migró sus servidores a Ubuntu a finales de 2008, tras haber utilizado una combinación de Red Hat y Fedora.[90]
- El Chicago Mercantile Exchange utiliza una infraestructura completamente basada en Linux y la ha utilizado para procesar más de 1000 billones de dólares en transacciones financieras.[91][92]
- La plataforma de "trading" de Chi-X, la agencia de valores de renta variable pan-europea, corre sobre Linux.[92]
- La Bolsa de Nueva York utiliza Linux para sus aplicaciones de "trading".[92]
- El compositor americano de música electrónica Kim Cascone migró en 2009 del Mac de Apple a Ubuntu para su estudio de música, sus espectáculos y su administración.[93]
- McDonald's utiliza el sistema operativo Ubuntu en los McCafes.[cita requerida]
- Laughing Boy Records, bajo la dirección de su propietario Geoff Beasley, pasó en 2004 de realizar sus grabaciones de audio sobre Windows a realizarlas con Linux, como consecuencia de los problemas de spyware que presentaba Windows.[94]

### Instituciones científicas
.

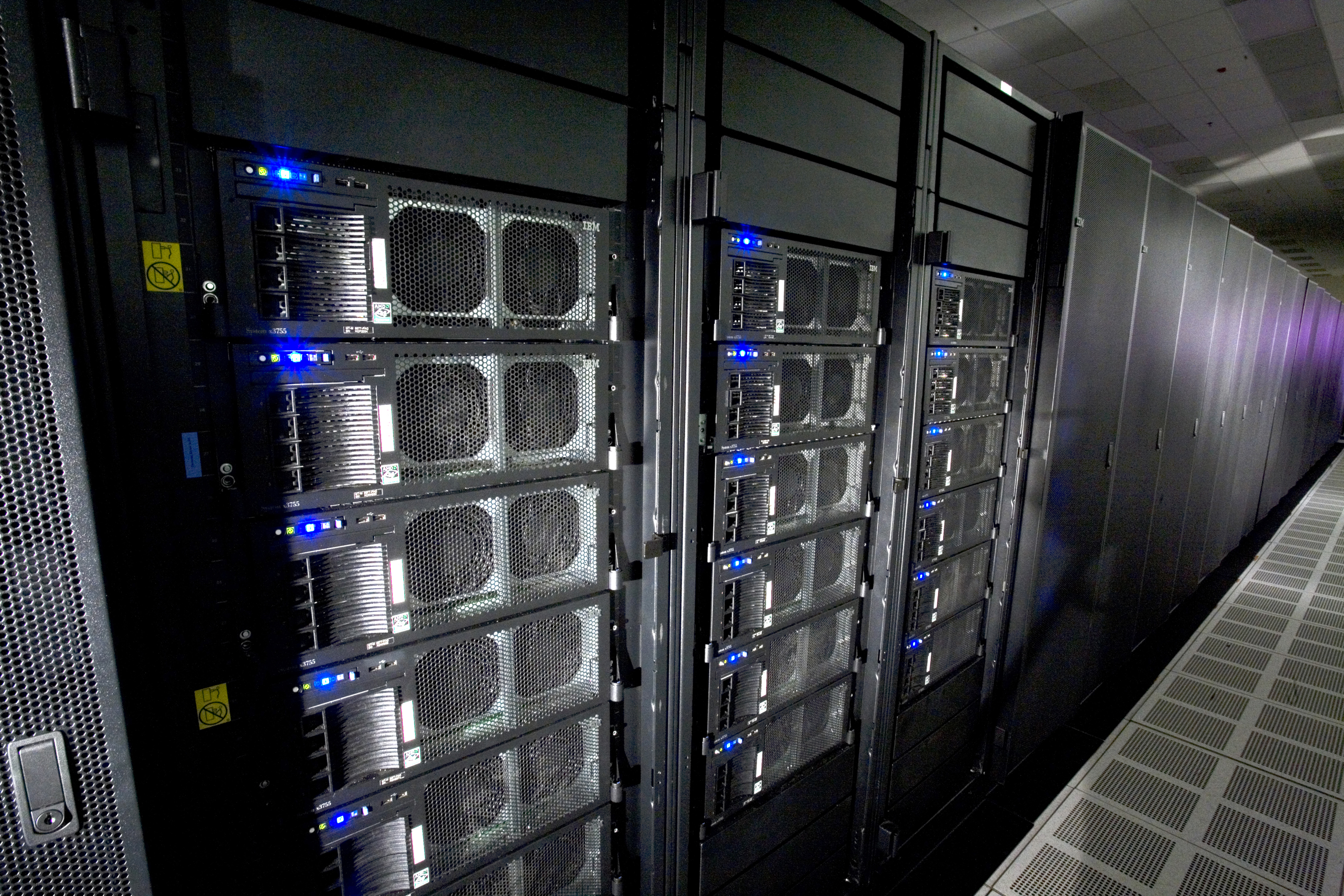
El IBM Roadrunner, el tercer superordenador más rápido del mundo, operado por la Administración Nacional de Seguridad Nuclear de los Estados Unidos, utiliza los sistemas operativos Red Hat Enterprise Linux y Fedora

- El CERN utiliza Scientific Linux en sus 20.000 servidores internos para todos sus trabajos, incluido el de la ejecución del Gran Colisionador de Hadrones.[95]
- El supercomputador más grande de Canadá, el "cluster" de ordenadores IBM iDataPlex de la Universidad de Toronto, utiliza el sistema operativo Linux.[96][97]
- El Internet Archive utiliza cientos de servidores x86 para el catálogo de Internet, todos ellos sobre Linux.[98]
- ASV Roboat, barcos autónomos robotizados, corre sobre Linux.[99][100]

## Tipos de plataformas hardware
Linux se utiliza en ordenadores de sobremesa, servidores y supercomputadores, así como en un amplio rango de dispositivos.

### Ordenadores de sobremesa

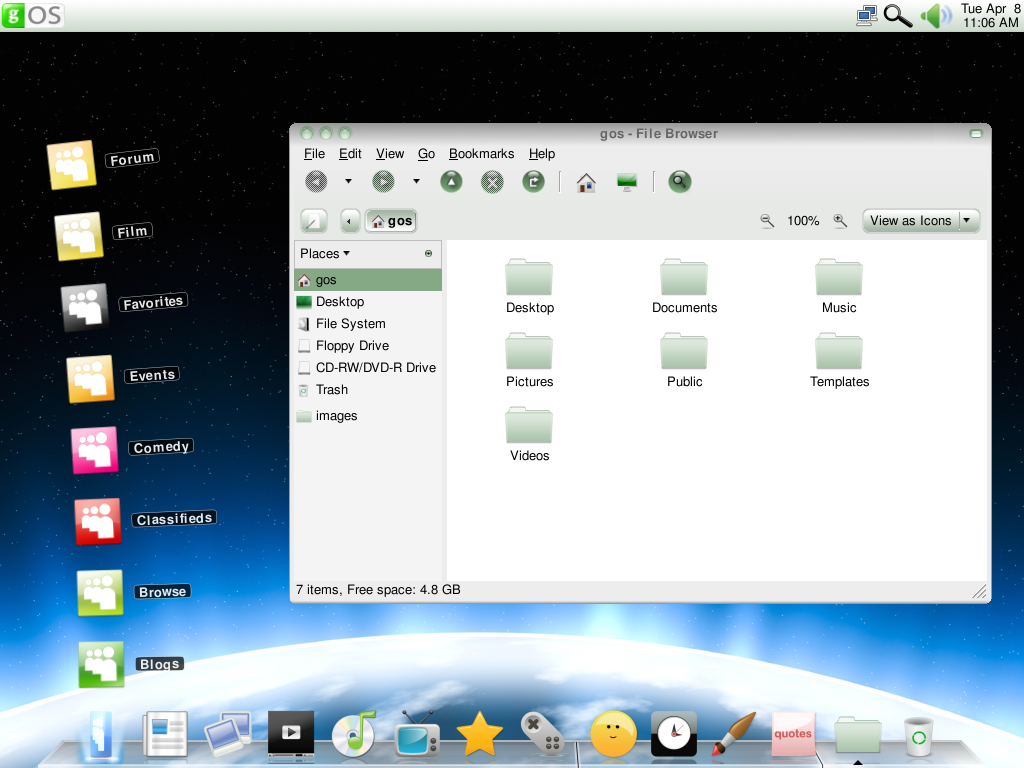
gOS desktop.

#### Penetración de Linux
Debido a que Linux desktop no se distribuye normalmente a través de minoristas como otros sistemas operativos, no existen cifras de ventas que puedan indicar el número de usuarios. Un único fichero descargado puede dar lugar a numerosas copias en CD, y cada copia a su vez ser utilizada para instalar el sistema operativo en múltiples ordenadores. Por esta razón muchas de las estimaciones del número de instalaciones de Linux en ordenadores de sobremesa se basan en el número de "hits" en los sitios web en que los ordenadores se identifican como usuarios Linux. Se ha criticado la utilización de estas estadísticas por resultar poco fiables y estimar a la baja la utilización real de Linux.
Sobre la base de la medida de los "clics" en las páginas web, es posible afirmar que hasta 2008 Linux alcanzaba escasamente el 1% de la cuota de mercado de ordenadores de sobremesa, mientras que el sistema operativo Microsoft Windows acumulaba más del 90%. Esto pudiera deberse a que en la época no se veía a Linux como un posible sustituto de Windows.
Según el recuento de "hits" de W3Counter la cuota de mercado de Linux en ordenadores de sobremesa aumentó un 62%, de 1.32% a 2.13%, desde mediados de 2007 hasta principios de 2009, mientras que la utilización de Windows cayó de un 95.52% a un 88.77% en el mismo periodo, una caída del 7%.
Linux Counter utiliza un método alternativo para estimar la penetración que consiste en solicitar a los usuarios que se registren y posteriormente utilizar un modelo matemático de estimación del número total de usuarios. En marzo de 2009 este método produjo la cifra de 29 millones de usuarios Linux.
En abril de 2009 Aaron Seigo de KDE indicaba que la mayoría de los métodos de recuento de las páginas web producían unas cifras muy por debajo de la realidad, dada la extensa penetración del sistema en los mercados ajenos al mercado norteamericano, especialmente en China. Dijo que los métodos norteamericanos de medida a través de los sitios web producían unas cifras elevadas para Windows e ignoraban el uso de Linux en otros lugares del mundo. En su estimación de la penetración real a nivel mundial y teniendo en cuenta la distorsión observada del entorno Windows en Estados Unidos y Canadá, indicó que al menos 8% de los ordenadores de sobremesa a nivel global utilizarían distribuciones de Linux y que incluso la cifra podía alcanzar el 10-12%, acompañada de un rápido crecimiento. Otros comentaristas se han hecho eco de esta tesis y han hecho notar que la competencia está empleando un gran esfuerzo en intentar desacreditar a Linux, cosa que sería incoherente si realmente tuviera una cuota de mercado tan pequeña:

No creo que la cuota de mercado de Linux sea de escasamente un 1%. Creo que es mucho más elevada. Tengo datos relevantes que mostrar; baso mi afirmación en la experiencia y en el conocimiento de la industria. Hay un argumento todavía más persuasivo, que no es más que el comportamiento que está adoptando Microsoft. Si Linux fuera tan insignificante ¿Por qué le prestarían tanta atención?
Carla Schroder, Linux Today

En mayo de 2009 Preston Gralla, colaborador de Computerworld, como reacción a las cifras de "hits" que mostraba Net Applications y que indicaban que la utilización de Linux superaba el 1% dijo que "Linux nunca llegaría a ser un sistema operativo importante para ordenadores de sobremesa y notebooks". Basa su argumento en que el fuerte crecimiento observado últimamente se debe a los notebooks basados en Linux, una tendencia, afirma, que ya está cambiando y que lo hará aún más una vez que Windows 7 esté disponible.
Y concluye: "Como sistema operativo de ordenadores de sobremesa no merece la pena preocuparse por Linux". Para los servidores es un sistema de primera categoría, pero lo más probable es que no lo llegues a utilizar en tu ordenador personal incluso aunque consiguiese un día dentro de 18 años superar la barrera del 1%".

#### Motivos para la adopción
Entre las razones para cambiar de trabajar en otros sistemas operativos a trabajar con Linux se contarían la de la mejora de la estabilidad del sistema, la protección contra virus, troyanos, adware y spyware, su bajo o nulo coste, el hecho de que la mayoría de las distribuciones incluyen todos los controladores tanto software como hardware y actualizaciones simplificadas para el software instalado, así como la licencia gratuita del software, la disponibilidad de repositorios de aplicaciones y el acceso al código fuente. Linux también elimina la necesidad de defragmentar los sistemas de ficheros al no fragmentar los ficheros para su almacenamiento. Las distribuciones de Linux para PCs también ofrecen numerosas opciones de entorno de trabajo, mayor personalización, soporte técnico gratuito e ilimitado a través de foros y un sistema operativo que no se va ralentizando a medida que pasa el tiempo. También existen razones medioambientales, ya que el sistema operativo Linux no se distribuye normalmente en cajas o paquetes como en la venta minorista, sino que se descarga de Internet. Las reducidas especificaciones del sistema permiten también la posibilidad de seguir utilizando un hardware antiguo en lugar de reciclarlo o tirarlo a la basura. Además se distribuyen parches de seguridad para las distribuciones de Linux con mucha más frecuencia que para los sistemas operativos propietarios y las mejoras del propio sistema se producen a una velocidad mucho mayor que las de Windows.
A partir de 2007 se ha venido invirtiendo en la mejora de la usabilidad de Linux para PC. Un informe de The Economist fechado en diciembre de 2007 afirma: "Linux se ha popularizado rápidamente en las pequeñas empresas y en los hogares". Esto es en gran medida gracias a Gutsy Gibbon, el nombre dado a Ubuntu 7.10 para sustituir a Canonical. Junto a distribuciones como Linspire, Mint, Xandros, openSUSE y gOS, Ubuntu (y sus hermanas Kubuntu, Edubuntu y Xubuntu) han contribuido a limar las características más técnicas, "geek", y a pulir el escritorio de trabajo. No hay duda, Gutsy Gibbon era la más elegante, la mejor integrada y la más amigable de las distribuciones Linux. En la actualidad es más fácil de instalar y configurar que Windows."
El mayorista indio Electronics Corporation de Tamil Nadu (ELCOT) comenzó a recomendar Linux a partir de junio de 2008. Tras la realización de las pruebas afirmaron: "ELCOT ha venido utilizando los sistemas operativos SUSE Linux y Ubuntu Linux en más de 2.000 ordenadores de sobremesa y portátiles durante los últimos dos años y los encuentra muy superiores a otros sistemas operativos, en particular al sistema operativo de Microsoft."
Incluso en numerosos países emergentes como China, en donde, debido a la magnitud de la piratería de software, se puede conseguir fácil y gratuitamente Microsoft Windows, las distribuciones de Linux están ganado terreno y alcanzando un alto nivel de penetración. En los países en donde el coste no es una barrera para conseguir los sistemas operativos comerciales, los usuarios están adoptando Linux por su bondad, no por su precio.
En enero de 2001, el director general de Microsoft, Bill Gates, explicó la razón de la atracción hacia Linux en un memorándum interno que se hizo público en el caso Comes vs Microsoft. Afirmaba:

Nuestro sistema operativo competidor más potente lo constituyen Linux y el fenómeno alrededor del Código Abierto y el Software Libre. El mismo fenómeno impulsa a los competidores de todos nuestros productos. La facilidad para conseguir Linux, aprenderlo y modificar partes de él es muy atractiva. La comunidad académica, las compañías de nueva creación o start ups, los gobiernos extranjeros y muchas otras circunscripciones están empleándose a fondo con Linux.

#### Barreras a la adopción
La mayor barrera frente a la adopción de Linux para PC es probablemente el hecho de que muy pocos PCs traen Linux incorporado de fábrica. A.Y.Siu afirmó en 2006 que la mayoría de las personas utilizan Windows por la sencilla razón de que viene pre-instalado en la máquina; no lo eligieron ellas mismas. Linux tiene una penetración en el mercado mucho menor porque en la mayoría de los casos los usuarios tienen que instalarlo ellos mismos, una tarea que está fuera del alcance del usuario medio de PC. "La mayoría de los usuarios ni siquiera utilizaría los CD de restauración de Windows, por no hablar de instalar Windows desde cero. ¿Por qué habrían de instalar en sus ordenadores un sistema operativo desconocido?"
El colaborador de TechRepublic Jack Wallen abunda sobre esta barrera y dice en agosto de 2008:

¿Por qué elegiría uno Windows en lugar de Linux?...En mi opinión fuertemente sesgada, creo que esta pregunta se responde mediante una sencilla teoría de conspiración: Microsoft está haciendo todo lo que está en su mano pata mantener al público ajeno a Linux. Piénselo. ¿Recuerda la conspiración Wintel en que MS e Intel lucharon el uno contra el otro por conservar el monopolio en la industria del PC? Esa época determinó en gran medida la manera de cegar a los consumidores. Añádale por encima las prácticas de fuerza de MS forces sobre los grandes almacenes para asegurar (sic) que su sistema operativo se vendía en prácticamente cualquier PC y verá claramente que la conspiración tiene más tintes de realidad de lo que uno hubiera pensado.

En una encuesta sobre openSUSE llevada a cabo en 2007, el 69,5% de los encuestados dijeron que tenían la opción de arranque dual del sistema operativo Microsoft Windows y del sistema operativo Linux. A primeros de 2007 Bill Whyman, analista de Precursor Advisors, afirmó: "Todavía no hay una alternativa convincente a la infraestructura Microsoft para PCs."
En un momento dado los mayores obstáculos que se veían par la adopción de Linux para PCs eran el soporte a las aplicaciones, la calidad del soporte periférico y el soporte a los usuarios finales. Según una encuesta de 2006 de la Linux Foundation el 56%, el 49% el 33% de los encuestados respectivamente percibían estos factores como "obstáculos mayores" en ese momento.^
Soporte a aplicaciones
Ver también: Máquina virtual (permite a prácticamente todas las aplicaciones Windows correr "sobre" Linux)
La encuesta de noviembre de 2006 Desktop Linux Client Survey identificó que la barrera por excelencia para el despliegue de Linux en PCs era que los usuarios estaban acostumbrados a las aplicaciones Windows que no habían sido portadas a Linux y sin las cuales "no podían vivir". Entre ellas se incluían Microsoft Office, Adobe Photoshop, Autodesk AutoCAD, Microsoft Project, Visio e Intuit QuickBooks. En una encuesta de DesktopLinux.com llevada a cabo en 2007, el 72% de los encuestados dijeron que buscaban formas para poder correr aplicaciones Windows sobre Linux.
El 51% de los encuestados en la encuesta de 2006 de la Linux Foundation opinaban que el desarrollo de estándares comunes para todas las distribuciones de Linux para PC debería ser la primera prioridad para la comunidad Linux, poniendo de relieve el hecho de que la fragmentación del mercado de Linux era la causa que estaba impidiendo a los fabricantes el desarrollo, la distribución y el soporte del sistema operativo. En mayo de 2008, Gartner vaticinó que "el control de versiones y las incompatibilidades seguirán constituyendo una lacra para los sistemas operativos de código abierto y su "middleware" asociado hasta alrededor de 2013.
En 2008 el diseño de aplicaciones Linux y la portabilidad de las aplicaciones Linux y Apple había avanzado hasta el punto de que era difícil encontrar una aplicación que no tuviera su equivalente en Linux, con equivalentes o incluso mejores funcionalidades.
Un ejemplo del progreso de las aplicaciones se puede observar al comparar la suite de mayor productividad para Linux, OpenOffice.org, a Microsoft Office. Con la publicación de OpenOffice.org 3.0 en octubre de 2008 Ars Technica evaluó ambas aplicaciones:

Aunque OpenOffice.org todavía no ha alcanzado plenamente a Microsoft Office, está madurando a un ritmo muy rápido y ya es capaz de satisfacer
las necesidades básicas del usuario medio. Es una elección ideal para las escuelas y representa cada vez más una alternativa viable para las pequeñas empresas y los usuarios domésticos que no confían en las funcionalidades más avanzadas de la suite ofimática de Microsoft.

Soporte periférico
En el pasado la disponibilidad y la calidad de los controladores de dispositivos de código abierto constituían un problema para los PCs con Linux. En particular faltaban controladores para impresoras, dispositivos inalámbricos y tarjetas de audio.
A principios de 2007, por ejemplo, Dell no comercializaba hardware ni software específico en los ordenadores con Ubuntu 7.04, tales como proyectores, teclados y ratones Bluetooth, sintonizadores de TV, dispositivos de control remoto, módems y discos Blu-ray, debido tanto a incompatibilidades como a otras restricciones legales.
En 2008 la mayoría de los problemas de soporte hardware y de controladores para Linux se habían resuelto adecuadamente. En septiembre de 2008 Jack Wallen's hacía la siguiente valoración:

Hace algunos años, si querías instalar Linux en una máquina tenías que asegurarte de que seleccionabas a mano cuidadosamente cada uno de los elementos de hardware o corrías el riesgo de que tu instalación no funcionase al cien por cien... Este ya no es el caso. Puedes tomar un PC (o un portátil) y lo más seguro es que consigas instalar varias distribuciones de Linux que funcionen prácticamente al cien por cien. Pero existen aún algunas excepciones; por ejemplo, la hibernación/suspensión sigue siendo un problema para mucho portátiles, a pesar de que se ha avanzado ya mucho en ese terreno.

Soporte al usuario final
Algunos críticos afirman que, comparado con Windows, Linux carece de soporte al usuario final. Linux se ha venido viendo tradicionalmente como un sistema que requiere mucha más experiencia técnica. El sitio web de Dell describe el software de código libre como un software que precisa un conocimiento técnico intermedio o avanzado para su utilización. En septiembre de 2007 el fundador del proyecto Ubuntu, Mark Shuttleworth, comentó que "sería razonable decir que no estaba preparado para el mercado de masas".
En octubre de 2004 el Director Técnico, de Adeptiva Linux, Stephan February, hizo notar que por aquel entonces Linux era un
producto software muy técnico y que pocas personas fuera de la comunidad técnica estaban preparadas para dar soporte al consumidor. Los usuarios de Windows pueden confiar en amigos y familiares para echar una mano, pero los usuarios de Linux generalmente recurren a foros de discusión, que pueden resultar incómodos para el consumidor en general.
En 2005 Dominic Humphries resumió las diferencias en cuanto al soporte técnico a usuarios:

Windows users are more or less in a customer-supplier relationship: They pay for software, for warranties, for support, and so on. They expect software to have a certain level of usability. They are therefore used to having rights with their software: They have paid for technical support and have every right to demand that they receive it. They are also used to dealing with entities rather than people: Their contracts are with a company, not with a person.

Los usuarios de Windows se encuentran más o menos en un marco de relación cliente-suministrador: pagan por un software, por una garantía, por un soporte, etc. Esperan que ese software tenga un cierto grado de usabilidad. Están por lo tanto acostumbrados a tener derechos sobre su software: han pagado por un soporte técnico y tienen derecho a reclamarlo y recibirlo. también están acostumbrados a relacionarse con entidades más que con personas: sus contratos se firman con una compañía, no con una persona.
Los usuarios de Linux se encuentran en un entorno de comunidad. No tienen necesidad de comprar software alguno y no tienen por qué pagar por un soporte técnico. Descargan el software de manera gratuita y utilizan Mensajería Instantánea y foros web para obtener ayuda. Se relacionan con personas, no con corporaciones.

Más recientemente los críticos se han dado cuenta de que el modelo de soporte al usuario de Linux, basado en los foros comunitarios, ha mejorado de manera considerable. En 2008 Jack Wallen afirmaba:

Con Linux, uno tiene el soporte de una inmensa comunidad a través de los foros, de la búsqueda en línea y de una gran cantidad de webs especializadas. Y por supuesto, si se tiene necesidad de ello se puede contratar soporte con algunas de las mayores compañías del mundo Linux Red Hat y Novell, por ejemplo).
Es cierto que cuando se utiliza el soporte entre iguales inherente a la naturaleza de Linux, uno arriesga en término de tiempo. Puedes tener un problema con un tema y enviar un mensaje de correo electrónico a una lista o publicar un "post" en un foro, y en menos de 10 minutos estarás inundado de sugerencias. O al contrario, puede que esas sugerencias tarden horas o incluso días en llegar. A veces parece que todo está en manos del azar.
Sin embargo, en términos generales, la mayoría de los problemas que se presentan con Linux ya han sido encontrados y doceumentados, con lo que las probabilidades de encontrar una solución rápidamente son bastante elevadas.

Manu Cornet dijo lo siguiente en relación con la cuestión del soporte a usuarios:

One of the great assets of the Open Source community (and Linux in particular), is that it's a real community. Users and developers really are out there, on web forums, on mailing lists, on IRC channels, helping out new users. They're all happy to see more and more people switch to Linux, and they're happy to help them get a grip on their new system...you'll find literally thousands of places where nice people will answer you and walk you out of your problem most of the time

Uno de los activos más importantes de la comunidad de Software Abierto (y de Linux en particular), es que se trata de una comunidad real. Usuarios y desarrolladores están realmente ahí fuera, en los foros de la web, en las listas de correo, en los canales de IRC, ayudando a los usuarios novatos. Están felices de ver que cada vez más personas se cambian a Linux y les encanta ayudarles a empezar a manejar el sistema... encontrarás literalmente miles de sitios en donde gente encantadora contestará tus preguntas y te guiará en la resolución de tus problemas la mayor parte de la veces.

Otros factores
También se ha atacado a menudo la credibilidad de Linux, pero, como puntualiza Ron Miller de LinuxPlanet:

...el hecho de que se critique a Linux es probablemente una buena noticia.

En primer lugar, porque demuestra que está empezando a despuntar en las empresas, lo que tiene un impacto sobre los competidores, y estos están empezando a reaccionar. En segundo lugar, porque sin duda es sano examinar detenidamente una solución y analizar sus fortalezas y sus debilidades, así como las consecuencias económicas de cada una de las opciones.

Finalmente, porque los consumidores y las personas que toman las decisiones necesitan estudiar cuidadosamente tanto los datos como las fuentes de los mismos, así como las críticas, y decidir sobre esa base si Linux es la solución correcta. Pero cuanta más gente elige Linux y a medida que Linux va encontrando su lugar en el mercado, está claro que está destinado a seguir siendo objeto de críticas. Es simplemente el precio que hay que pagar por tener éxito en el mercado.

Continúa el debate sobre el precio total de la propiedad (en adelante TCO, Total Cost of Owneship) de Linux, tras la advertencia de Gartner en 2005 sobre los costes de migración, que podrían superar a los beneficios de la adopción de Linux.
Gartner reiteró la adevertencia en 2008, llegando a predecir que "en 2013, la mayoría de los despliegues de Linux no aportarían en realidad ventaja alguna en términos de TCO frente a otros sistemas operativos." Las organizaciones que han migrado a Linux han manifestado su desacuerdo con esta advertencia. Sterling Ball, CEO de Ernie Ball, el líder mundial en la fabricación de cuerdas para guitarra de primera calidad, y que adoptó Linux en 2003, dijo a propósito de los argumentos relacionados con el TCO: "Creo que todo eso es propaganda... ¿Cuál
es el coste de gestionar un virus? Nosotros no los tenemos... Está claro que lo que estoy haciendo tiene menos costes de operación. Los analistas
pueden decir lo que quieran.""
En las controversias con SCO sobre Linux, el grupo SCO sostuvo que el código fuente de UNIX donado por IBM se había incorporado a Linux de manera ilegal. La amenaza de que SCO pudiera demostrar legalmente la propiedad de Linux provocó que algunos usuarios potenciales de Linux retrasaran la decisión. Los casos judiciales llevaron a SCO a la bancarrota en 2007 tras haber perdido la batalla de cuatro años de duración sobre la propiedad de los derechos de copyright de UNIX. El caso de SCO se basó en intentar mostrar que Linux se había aprovechado ilícitamente de una propiedad intelectual de UNIX, pero perdió el caso cuando la Corte descubrió que era Novell y no SCO, la propietaria de los derechos de copyright. Durante el proceso legal se reveló que las alegaciones por parte de SCO en relación con Linux eran fraudulentas y que las auditorías internas del código fuente no habían podido mostrar evidencia alguna de violación de derechos.
Un fabricante de sistemas operativos competidor, Green Hills Software, ha dicho del paradigma de código abierto de Linux que es
"en esencia inseguro".
El ejército de los Estados Unidos no está de acuerdo con la afirmación de que Linux constituye un problema de seguridad. El Brigadista General Nick Justice, el Oficial Representante de la Oficina del Programa Ejecutivo del Ejército, Comando, Control y Táctica de Comunicaciones (PEO C3T) dijo en abril de 2007:

Nuestro trabajo consiste en proporcionar información fiable y puntualmente al soldado en el campo de batalla para que pueda llevar a cabo su misión. El software de código abierto es parte del tejido de una red que conecta y permite que nuestro sistema de comando y control trabaje de manera efectiva, ya que las vidas de las personas dependen de él.

Cuando entramos en Baghdad, lo hicimos utilizando el código abierto. Podrá pillar por sorpresa a muchos de ustedes, pero el despliegue del Ejército de los Estados Unidos constituye "la" mayor instalación unitaria de Linux Red Hat. Soy su mayor cliente.

### Servidores

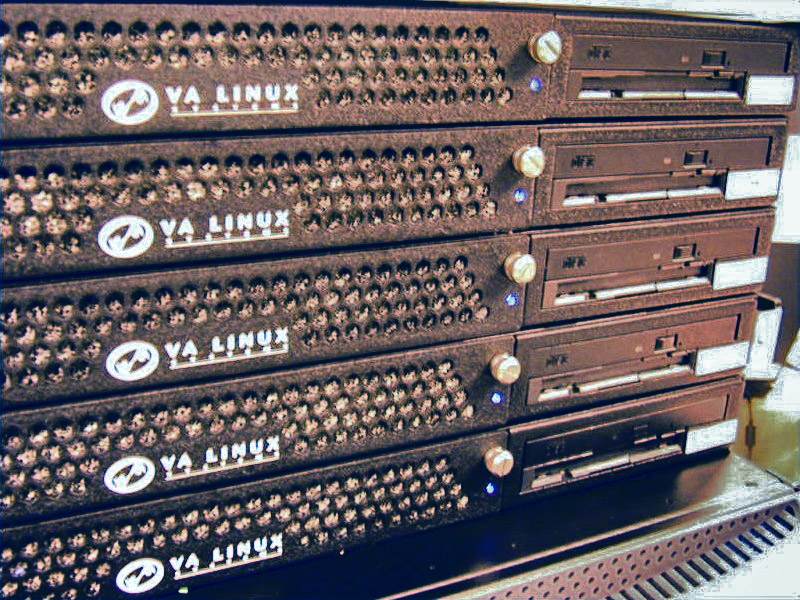
Servidores diseñados para Linux

Linux empezó a ser especialmente popular en el mercado de los servidores en Internet debido al paquete de software LAMP. En
septiembre de 2008 Steve Ballmer (director general de Microsoft) afirmó que el 60% de los servidores corrían en Linux mientras que el 40% lo hacían en Windows Server.

### Supercomputadores
Linux es el sistema operativo más popular entre los supercomputadores debido a su rendimiento, su flexibilidad, su velocidad y lo bajo de sus costes. En noviembre de 2017 Linux alcanzaba una cuota del 100% entre los 500 principales supercomputadores del mundo.
En enero de 2010 Weiwu Hu, arquitecto jefe de la familia de CPUs Loongson en el Instituto de Tecnología Computacional, parte de la Academia China de las Ciencias, confirmó que el nuevo supercomputador Dawning 6000 iba a utilizar procesadores fabricados en China e iba a correr sobre el sistema operativo Linux.
El supercomputador más reciente construido por la organización, el Dawning 5000a, que se arrancó por primera vez en 2008, utilizaba chips de AMD y corría sobre Windows HPC Server 2008

### Dispositivos
Linux se utiliza a menudo en el campo de los ordenadores de propósito específico, de función única o multifunción, y en sistemas embebidos. El sistema operativo para dispositivos móviles Palm webOS, bandera de Palm, Inc., corre sobre Linux.

## Apoyos
Many organizations advocate for Linux adoption. El apoyo por excelencia a la adopción de Linux es el de la Linux Foundation que alberga y patrocina
a los desarrolladores del núcleo o "kernel" del sistema operativo, gestiona la marca Linux, gestiona así mismo el fondo de viajes de desarrolladores de código abierto (Open Source Developer Travel Fund), proporciona soporte legal a los desarrolladores y compañías de código abierto a través del fondo para la defensa legal de Linux (the Linux Legal Defense Fund), patrocina la kernel.org y alberga el proyecto de la patente Commons.
La fundación internacional para el software libre y de código abierto, International Free and Open Source Software Foundation
(iFOSSF), es una organización sin ánimo de lucro sita en Míchigan, Estados Unidos, y que se dedica a promover y acelerar la adopción de FOSS a nivel mundial a través de la investigación y las redes de sociedades colaboradoras.
The Open Invention Network was formed to protect vendors and customers from patent royalty fees while using OSS.
La red de creación abierta, Open Invention Network, se formó con el objetivo de evitar que fabricantes y clientes tuvieran que pagar royalties en concepto de utilización de Software de código abierto (OSS).
Otros entidades que apoyan el desarrollo de Linux:
- IBM, a través de la Estrategia de Marketing para Linux
- Grupo de Usuarios de Linux
- Asian Open Source Centre (AsiaOSC)
- El gobierno de Brasil, bajo el presidente Luis Inácio Lula da Silva[156]
- Livre Brasil, organización brasileña promotora de la adopción de Linux en escuelas, departamentos públicos, comercio, industria y ordenadores personales.
- FOSSFP: Free and Open Source Software Foundation de Pakistán.